# Papiro di Ossirinco 90
Il Papyrus Oxyrhynchus 90 (P. Oxy. 90) è una ricevuta di pagamento per un carico di grano, scritta in Greco. Il manoscritto è stato composto su foglio di papiro.
Il documento fu scoperto nella città egizia di Ossirinco, ed è risalente agli anni 179 - 180 d.C.. Attualmente è conservato al British Museum di Londra. È per questo anche conosciuto come P. Lond. 3 p. XXXII no. 761.

## Descrizione
Il manoscritto, di autore ignoto, contiene una ricevuta di pagamento, similmente al Papiro di Ossirinco 89. Esso attesta "che Clarus, ex-agoranomus, ha depositato 8 artabae 4 choenice nel granaio pubblico". Secondo Bernard Pyne Grenfell e Arthur Surridge Hunt, le ultime due righe sono "scritte con caratteri greci, ma non sono scritte in Greco. Dato che non sembra essere una sorta di demotico grecizzato, è possibile che si tratti di un qualche tipo di crittogramma". Le misure del frammento sono 103 e 80 mm.
Il documento fu scoperto da Grenfell e Hunt nel 1897 a Ossirinco, e il testo fu da loro pubblicato nel 1898. Il frammento fu esaminato da Frederic George Kenyon nel 1907.

## Testo
μεμέ(τρηκεν)(*) ἰς̣(*) τὸ δη(μόσιον) (πυροῦ) γενή(ματος) τοῦ διελ(θόντος) ιθ (ἔτους)
Αὐρηλίων Ἀντωνίνου καὶ Κομμόδου
Κ[α]ισάρων τῶν κυρίων (διὰ) σι(τολόγων)(*) λιβὸ(ς) τοπ(αρχίας)
[Σ]ερύ(φεως)(*) τόπ(ων) Κλάρος Διδύμου ἀγορανομή(σας)
[θ]έμ(α) ἀρταβαι(*) ὀκτο(*) χ(οίνικας) δ, (γίνονται) (πυροῦ) (ἀρτάβαι) η \χ(οίνικες) δ./ Διογ(ένης) σι(τολόγος) σεσημ(είωμαι).